# Don't Tell Me (cântec de Avril Lavigne)
Don't Tell Me este primul disc single extras de pe cel de-al doilea album de studio al cântăreței de origine canadiană Avril Lavigne. Cântecul s-a bucurat de succes în clasamentele de specialitate din S.U.A., ierarhia Billboard Hot 100 consemnându-i prezența constant.

## Informații generale
Don't Tell Me este cel de-al doilea single extras de pe albumul Under My Skin. Pentru producerea sa, Avril Lavigne a colaborat cu Evan Taubenfeld, creînd astfel o poveste care are în prim plan relația unui cuplu. Fata încearcă să îl respingă pe iubitul său din cauza încercărilor sale deranjante de a o convinge să aibă relații sexuale cu acesta, deși ea nu este pregătită pentru acest lucru. Lavigne descrie melodia ca pe o continuare a celui de-al patrulea single (Losing Grip) extras de pe albumul său de debut Let Go. Don't Tell Me a reprezentat revenirea lui Lavigne în topuri deși melodia nu a înregistrat un succes fenomenal, ea a obținut poziții bune în topurile din America. Aceste poziții au ajutat albumul să rămână în elita mondială a celor mai bine vândute albume.
Deoarece singleul precedent, Take Me Away nu a beneficiat de un videoclip, piesa Don't Tell Me a beneficiat de difuzări duble la posturile de televiziune. În acesta, Lavigne joacă rolul fetei descrise în textul melodiei, care încearcă să se despartă de iubitul său și să îl dea afară din casă. După ce reușește acest lucru Lavigne îl urmărește pe presupusul său iubit de-a lungul străzilor pe care acesta merge, dându-i impresia acestuia că este turmentat după despărțirea de ea.
Videoclipul a fost nominalizat în cadrul premiilor MTV Video Music Awards, la categoria „cel mai bun videoclip pop”, premiul a fost adjudecat de către formația No Doubt, al cărei videoclip, It's My Life a fost declarat marele câștigător.
Melodia Don't Tell Me apare pe compilația Totally hits 2004 Vol. 2.

## Lista melodiilor
International maxi single
1. "Don't Tell Me"
2. "Don't Tell Me" (acustic)
3. "Take Me Away"
4. "Don't Tell Me" (videoclip)

UK CD single 2
1. "Don't Tell Me"
2. "Don't Tell Me (acoustic)

EU promo
1. "Don't Tell Me" (album version)

CD single Australia
1. "Don't Tell Me"
2. "Don't Tell Me" (acustic)
3. "Take Me Away"

Japan CD single
1. "Don't Tell Me"
2. "Take Me Away"

## Poziții ocupate în topuri
| Clasament (2004)                | Loc |
| ------------------------------- | --- |
| Argentinean Top 40 Singles      | 1   |
| Australian ARIA Singles Chart   | 10  |
| Belgian Ultratop 50 (Flanders)  | 22  |
| Belgian Ultratop 50 (Wallonia)  | 28  |
| Brazil Hot 100 Singles Chart    | 1   |
| Euro 200                        | 8   |
| Italian Top 50                  | 3   |
| Japanese Osakan Hot 100         | 1   |
| Mexican Top 100 Singles Chart   | 1   |
| Dutch Top 40                    | 5   |
| New Zealand RIANZ Singles Chart | 15  |
| Los 40 Principales Spain        | 6   |
| Swedish Singles Chart           | 30  |
| UK Singles Chart                | 5   |
| U.S. Billboard Hot 100          | 22  |
| United World Chart              | 2   |